# Massa Fermana
Massa Fermana este o comună din provincia Fermo, regiunea Marche, Italia, cu o populație de 995 locuitori și o suprafață de 7,73 km².

## Demografie
Massa Fermana - evoluția demografică

|  | Graficele sunt indisponibile din cauza unor probleme tehnice. Mai multe informații se găsesc la Phabricator și la wiki-ul MediaWiki. |

Date: Recensăminte sau birourile de statistică - grafică realizată de Wikipedia